# Religionskrieg

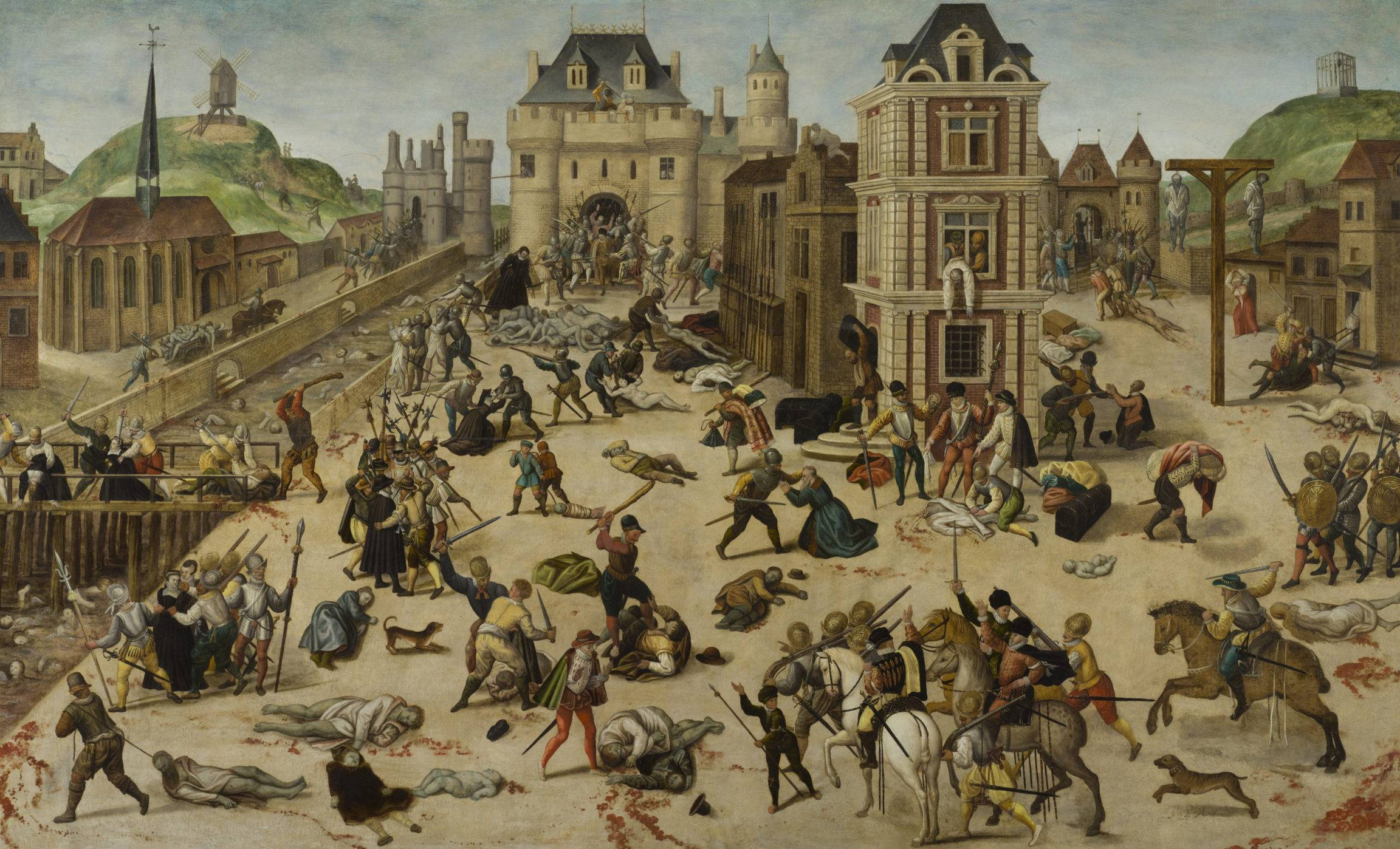
Paris während der Bartholomäusnacht. Zeitgenössisches Gemälde von François Dubois: Le massacre de la Saint-Barthélemy

Als Religionskrieg wird ein Krieg bezeichnet, der zwischen den Konfliktparteien religiös begründet ist. Darunter fallen etwa die Expansionskriege des Islam bis zum 8. Jahrhundert, die Kreuzzüge und die Albigenserkriege des Mittelalters. Im engeren Sinne bezeichnet man mit „Religionskrieg“ die Konfessionskriege im 16. und 17. Jahrhundert in Europa. Dazu zählen insbesondere die Hugenottenkriege Frankreichs sowie im Heiligen Römischen Reich Deutscher Nation der Schmalkaldische Krieg (1546–1547), der Aufstand der protestantischen Fürsten (1552) und vor allem der Dreißigjährige Krieg (1618–1648). Eine präzise Abgrenzung zu anderen als religiös begründeten Konfliktursachen ist oft nicht möglich, da es häufig zur Verschränkung von unterschiedlichen Konfliktbegründungen kommt. Es sind aktuell (Stand März 2024) etwa 120 Religionskriege geschichtlich bekannt und belegt.

## Islamische Expansion
Die Islamische Expansion bezeichnet die Eroberungspolitik der Araber ab ca. 630 und die damit einhergehende Ausdehnung des Islam von der Iberischen Halbinsel bis in den Punjab bis ca. 800. Mit dem Beginn der Islamischen Expansion endet geschichtlich die Antike.

## Die Kreuzzüge
Die Kreuzzüge fanden von 1096 bis 1396 statt. Räumlich umfassten dabei sowohl das Heilige Land als auch Teile Europas und Nordafrikas.

## Religionskriege nach der Reformation
In der europäische Geschichte werden vor allem einige militärischen Auseinandersetzungen als Religionskriege bezeichnet, die infolge der Reformation im 16. und 17. Jahrhundert aber auch darüber hinaus entstanden.

### Schmalkaldischer Krieg
Die Gründung des schmalkaldischen Bundes, eines Verteidigungsbündnisses protestantischer Fürsten und Städte im Jahr 1531, die sich gegen die Religionspolitik des katholischen Kaisers Karl V. des Heiliges Römisches Reich richtete, führte schließlich zu einem Krieg beider Parteien in den Jahren von 1546 bis 1547, der mit der Niederlage des Bundes und seiner Auflösung endete.

### Die acht Hugenottenkriege
Die acht Hugenottenkriege (1562 bis 1598) wurden auch zusammenfassend „vierzigjähriger Krieg“ genannt. Im 16. Jahrhundert zerfiel Frankreich in zwei religiöse Lager: die überwiegende Mehrheit der Bevölkerung blieb katholisch; eine starke Minderheit schloss sich der Reformation an. Ein friedliches Zusammenleben der beiden Konfessionen erwies sich als unmöglich, wodurch es zu kriegerischen Auseinandersetzungen kam, welche gerade in Gebieten mit inhomogener Konfessionsverteilung oft als Bürgerkriege auftraten.
Die acht offenen Kriege wurden nur von wenig tragfähigen Friedensvereinbarungen unterbrochen. Durch das Edikt von Nantes (30. April 1598) ergab sich ein stabiler Frieden aufgrund festgelegter religiöser Toleranz. Die konfessionelle Koexistenz wurde im 17. Jahrhundert zugunsten der Katholiken eingeschränkt und 1685 durch das Edikt von Fontainebleau beseitigt, mit dem das Edikt von Nantes widerrufen wurde. (Siehe auch Bartholomäusnacht).

### Der Dreißigjährige Krieg
Der Dreißigjährige Krieg (1618-1648) wurde durch die gegenreformatorischen Bestrebungen des Kaisers Ferdinand II. ausgelöst. Gegen diese schlossen sich mehrere protestantische Staaten und Herrscher zusammen. Innerhalb des Reichs ging es zum einen um die Durchsetzung der Gegenreformation innerhalb der Habsburgischen Erblande und die Auslegung des Augsburger Religionsfriedens zugunsten der protestantischen oder katholischen Konfession, im Hintergrund standen politische Interessen der Reichsfürsten und der europäischen Nachbarstaaten, ihre jeweiligen Herrschafts- und Einflusssphären auszuweiten. Dabei unterstützte zum Beispiel das katholische Frankreich unter der Führung des Kardinals Richelieu unter Ludwig XIII. aus Machtinteresse die protestantische Seite. Der Westfälische Friede, der mit dem Dreißigjährigen auch den Achtzigjährigen Krieg beendete, trug zur längerfristigen Stabilität in Europa bei.

### Schweiz
Der Erste und Zweite Kappeler Krieg waren Kriege in der Schweiz zur Zeit der Reformation. Der Sonderbundskrieg war der letzte Krieg auf Schweizer Territorium und war im Wesentlichen ebenfalls durch die Religion begründet.